# Listă de orașe din statul Alaska

Steagul statului Alaska

Lista cuprinde cele 143 de orașe din statul Alaska, Statele Unite ale Americii.

## A
- Akhiok
- Akiak
- Akutan
- Alakanuk
- Akiak
- Aleknagik
- Allakaket
- Ambler
- Anaktuvuk Pass
- Anchorage
- Anderson
- Angoon
- Aniak
- Anvik
- Atka
- Atqasuk

## B
- Barrow
- Bethel
- Bettles
- Brevig Mission
- Buckland

## C
- Central
- Chefornak
- Chevak
- Chicken
- Chignik
- Chuathbaluk
- Circle
- Circle Hot Springs
- Clark's Point
- Coffman Cove
- Cold Bay
- Coldfoot
- Cordova
- Craig

## D
- Deadhorse
- Deering
- Delta Junction
- Dillingham
- Diomede

## E
- Eagle
- Eagle River
- Eek
- Egegik
- Ekwok
- Elim
- Emmonak

## F
- Fairbanks
- False Pass
- Fort Yukon

## G
- Galena
- Gambell
- Golovin
- Goodnews Bay
- Grayling
- Gustavus

## J
- Juneau

## K
- Kachemak
- Kake
- Kaktovik
- Kaltag
- Kasaan
- Kaya
- Kenai
- Ketchikan
- Kiana
- King Cove
- Kivalina
- Klawock
- Kobuk
- Kodiak
- Kotzebue

## L
- Larsen Bay
- Levelock
- Lower Kalskag

## N
- Napakiak
- Napaskiak
- Nenana
- New Stuyahok
- Newhalen
- Nightmute
- Nikolai
- Nome
- Nondalton
- Noorvik
- North Pole
- Nuiqsut
- Nulato
- Nunam Iqua
- Nunapitchuk

## O
- Old Harbor
- Ouzinkie

## P
- Palmer
- Pelican
- Petersburg
- Pilot Point
- Pilot Station
- Platinum
- Point Hope
- Port Alexander
- Port Heiden
- Port Lions
- Prudhoe Bay

## Q
- Quinhagak

## R
- Ruby
- Russian Mission

## S
- Saint George
- Saint Mary's
- Saint Michael
- Saint Paul
- Sand Point
- Savoonga
- Saxman
- Scammon Bay
- Selawik
- Seldovia
- Seward
- Shageluk
- Shaktoolik
- Shishmaref
- Shungnak
- Sitka
- Skagway
- Soldotna
- Stebbins

## T
- Talkeetna
- Tanana
- Teller
- Tenakee Springs
- Thorne Bay
- Togiak
- Tok
- Toksook Bay
- Trapper Creek

## U
- Unalakleet
- Unalaska
- Upper Kalskag

## V
- Valdez

## W
- Wainwright
- Wales
- Wasilla
- White Mountain
- Whittier
- Willow
- Wrangell

## Y
- Yakutat

### Alte liste
- Listă de subdiviziuni statale din Alaska